# Cycle épique
On appelle cycle épique un ensemble d'épopées ayant trait au même thème.
Plus spécifiquement, l'expression désigne le Cycle troyen, également appelé « Cycle » tout court, c'est-à-dire l'ensemble des épopées relatives à la guerre de Troie, premières œuvres que nous ayons de la littérature grecque.

## Cycles épiques grecs
- Cycle thébain : histoire d'Œdipe, de la guerre des sept chefs et des Épigones ;
- Cycle troyen : épopées retraçant la guerre de Troie de ses origines (Titanomachie et Gigantomachie) au conflit lui-même.

## Mythes médiévaux
- Cycle arthurien : histoire du roi Arthur et des chevaliers de la Table ronde.